# 37 Armia (ZSRR)
37 Armia (ros. 37-я армия) – związek operacyjny Armii Czerwonej w czasie II wojny światowej.
Była formowana dwukrotnie. W działaniach bojowych brała udział w okresach:
- I formowanie: 10.08.1941–25.09.1941. Okrążona została przez wojska niemieckie w rejonie Kijowa. Podczas wyjście z okrążenia pod koniec września 1941 poniosła olbrzymie straty[1].
- II formowanie (od 15.12.1944 do 09.05.1945 jako 37 Samodzielna Armia) 15.11.1941–26.07.1943;
- 07.09.1943–09.05.1945[2].